# Linzer Kellertheater

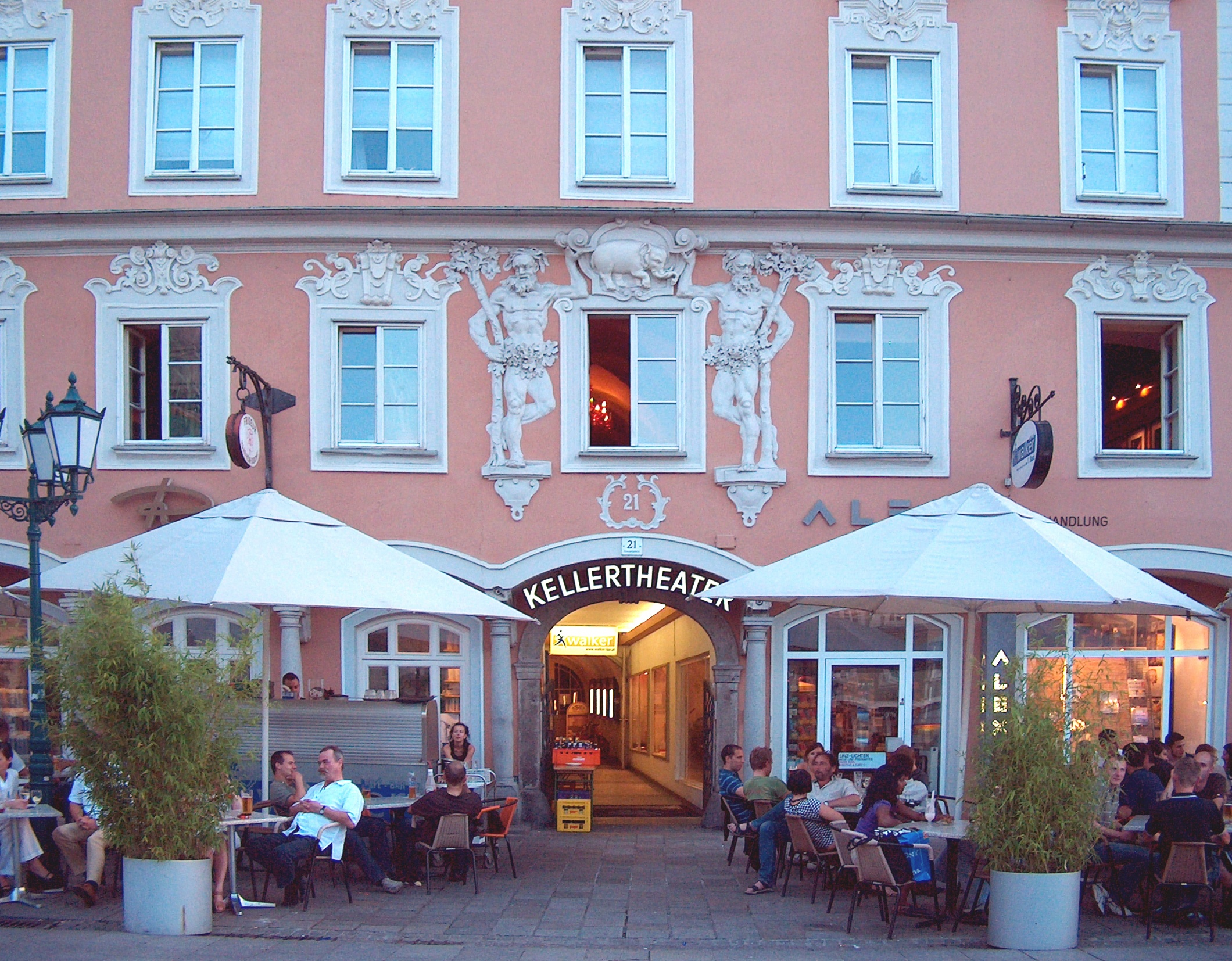
Eingang des Linzer Kellertheaters am Hauptplatz

Das Linzer Kellertheater ist ein freies Theater in Linz, Oberösterreich. Es befindet sich seit 1957 am Hauptplatz 21.

## Geschichte
Im Jahr 1954 wurde das Linzer Kellertheater von Helmut Ortner (1927–2024) im Keller des ehemaligen Cafés Goethe an der Goethekreuzung gegründet. 1957 übersiedelte es an den heutigen Standort am Hauptplatz. Viele, später bekannt gewordene Schauspieler spielten bereits auf dieser Bühne, wie z. B. Herbert Baum, Ulli Fessl, Peter Uray, Thomas Kasten, Franz P. Danner und Elisabeth Rath. Seit 1969 werden bis heute hauptsächlich Boulevardstücke gespielt, wofür das Kellertheater sich einen Namen gemacht hat. In der Saison 2011/12 hatte das Theater ca. 7.200 Besucher.
Seit 1990 ist Helmut Ortners Sohn Wolfgang Ortner Direktor des Theaters.